# Anneville-Ambourville
Anneville-Ambourville és un municipi francès situat al departament del Sena Marítim i a la regió de Normandia. L'any 2007 tenia 1.166 habitants.

## Demografia

### Població
El 2007 la població de fet d'Anneville-Ambourville era de 1.166 persones. Hi havia 416 famílies de les quals 68 eren unipersonals (28 homes vivint sols i 40 dones vivint soles), 148 parelles sense fills, 180 parelles amb fills i 20 famílies monoparentals amb fills.
La població ha evolucionat segons el següent gràfic:
Habitants censats

### Habitatges
El 2007 hi havia 504 habitatges, 432 eren l'habitatge principal de la família, 57 eren segones residències i 15 estaven desocupats. 457 eren cases i 1 era un apartament. Dels 432 habitatges principals, 372 estaven ocupats pels seus propietaris, 48 estaven llogats i ocupats pels llogaters i 12 estaven cedits a títol gratuït; 3 tenien una cambra, 13 en tenien dues, 39 en tenien tres, 141 en tenien quatre i 236 en tenien cinc o més. 355 habitatges disposaven pel capbaix d'una plaça de pàrquing. A 163 habitatges hi havia un automòbil i a 240 n'hi havia dos o més.

### Piràmide de població
La piràmide de població per edats i sexe el 2009 era:
| Homes | Edats   | Dones |
| ----- | ------- | ----- |
| 0     | 95 o +  | 0     |
| 0     | 90 a 94 | 0     |
| 0     | 85 a 89 | 0     |
| 8     | 80 a 84 | 0     |
| 8     | 75 a 79 | 8     |
| 24    | 70 a 74 | 16    |
| 20    | 65 a 69 | 20    |
| 28    | 60 a 64 | 28    |
| 40    | 55 a 59 | 16    |
| 28    | 50 a 54 | 60    |
| 36    | 45 a 49 | 32    |
| 20    | 40 a 44 | 32    |
| 44    | 35 a 39 | 12    |
| 52    | 30 a 34 | 40    |
| 24    | 25 a 29 | 48    |
| 40    | 20 a 24 | 28    |
| 20    | 15 a 19 | 44    |
| 32    | 10 a 14 | 36    |
| 28    | 5 a 9   | 40    |
| 20    | 0 a 4   | 40    |

## Economia
El 2007 la població en edat de treballar era de 755 persones, 552 eren actives i 203 eren inactives. De les 552 persones actives 496 estaven ocupades (273 homes i 223 dones) i 56 estaven aturades (26 homes i 30 dones). De les 203 persones inactives 78 estaven jubilades, 45 estaven estudiant i 80 estaven classificades com a «altres inactius».

### Ingressos
El 2009 a Anneville-Ambourville hi havia 440 unitats fiscals que integraven 1.224 persones, la mediana anual d'ingressos fiscals per persona era de 17.590,5 €.

### Activitats econòmiques
Dels 32 establiments que hi havia el 2007, 3 eren d'empreses extractives, 2 d'empreses alimentàries, 3 d'empreses de fabricació d'altres productes industrials, 4 d'empreses de construcció, 6 d'empreses de comerç i reparació d'automòbils, 4 d'empreses de transport, 1 d'una empresa d'hostatgeria i restauració, 2 d'empreses immobiliàries, 3 d'empreses de serveis, 3 d'entitats de l'administració pública i 1 d'una empresa classificada com a «altres activitats de serveis».
Dels 3 establiments de servei als particulars que hi havia el 2009, 1 era un guixaire pintor, 1 lampisteria i 1 perruqueria.
Dels 2 establiments comercials que hi havia el 2009, 1 era una botiga de menys de 120 m² i 1 una botiga de material de revestiment de parets i terra.
L'any 2000 a Anneville-Ambourville hi havia 23 explotacions agrícoles que ocupaven un total de 630 hectàrees.

## Equipaments sanitaris i escolars
El 2009 hi havia una escola elemental.

## Poblacions més properes
El següent diagrama mostra les poblacions més properes.